# ソーナ
ソーナ（伊: Sona）は、イタリア共和国ヴェネト州ヴェローナ県にある、人口約18,000人の基礎自治体（コムーネ）。

## 地理

### 位置・広がり
ヴェローナ県西部のコムーネ。ソーナの街は県都ヴェローナの西約13km、マントヴァの北約31km、ブレシアの東南東約50km、州都ヴェネツィアの西約116kmに位置する。
ガルダの氷堆石の丘(le colline moreniche del Garda)がはじまる所である。

#### 隣接コムーネ
隣接するコムーネは以下の通り。
- ブッソレンゴ - 北
- ヴェローナ - 東
- ソンマカンパーニャ - 南
- ヴァレッジョ・スル・ミンチョ - 南西
- カステルヌオーヴォ・デル・ガルダ - 西

### 気候分類・地震分類
気候分類では、zona E, 2571 GGに分類される。
また、イタリアの地震リスク階級 (it) では、zona 2 (sismicità media) に分類される。

## 行政

### 分離集落
ソーナには、以下の分離集落（フラツィオーネ）がある。
- Lugagnano, Palazzolo, San Giorgio in Salici

## 姉妹都市
- ヴァイラー・バイ・ビンゲン（英語版）、ドイツ
- ヴァドヴィツェ、ポーランド